# Ernesto Lara Filho
Ernesto Pires Barreto de Lara Filho (Benguela, 2 de novembro de 1932 — Huambo, 7 de fevereiro de 1977) foi um jornalista, poeta e regente agrícola angolano.

## Biografia
Nasceu em Benguela, em 1932, onde fez os estudos primários e secundários. Era irmão da poetisa Alda Lara e primo do ex-presidente angolano Lúcio Lara. Na Escola Nacional de Coimbra concluiu em 1952 o curso de regente agrícola.
Mantinha certa fama de boémio com seus colegas Paulo Teixeira Jorge e Urbano Frestas, realizando muitos eventos para os estudantes, mantendo forte ligação com o setor cultural africano de Lisboa.
Em Luanda, exerce o jornalismo, em paralelo com a sua função de quadro especializado da Divisão Angolana da Direção-Geral dos Serviços Florestais e Aquícolas. Entre finais da década de 1950 e a primeira metade dos anos 1960, assinou crónicas e reportagens na imprensa portuguesa.
Aproximou-se do Movimento Popular de Libertação de Angola (MPLA) em 1960. Foi o principal articulador financeiro designado pelo partido para a realização dos ataques a Luanda em fevereiro de 1961, a ação que deu início à Guerra de Independência de Angola.
Morreu no Huambo a 7 de fevereiro de 1977 num acidente de viação, com apenas quarenta e cinco anos.

## Obras
- Picada de Marimbondo (1961);
- O Canto do Martrindinde (1963);
- Seripipi na Gaiola (1970).